# Glee: The Music, Volume 4
Glee: The Music, Volume 4 est la cinquième bande originale extraite de la série Glee. Elle est sortie le 26 novembre 2010 en Australie et sortie le 30 novembre 2010 aux États-Unis. Elle regroupe des chansons issues de la première partie de la deuxième saison. Gwyneth Paltrow interprète la chanson "Forget You" de Cee Lo Green.
En sept semaines d'exploitation, l'album s'écoule à 613 000 copies dans le monde, à noter que le Volume 4 s'est mieux vendu que le Volume 3 (613.000 contre 550.000). Le 29 janvier 2011, l'album sort du top 40 mondial.

## Liste des chansons
1. Empire State of Mind (Jay-Z feat. Alicia Keys) (Lea Michele, Cory Monteith, Amber Riley, Kevin McHale, Jenna Ushkowitz, Dianna Agron, Chris Colfer, Heather Morris, Naya Rivera, Harry Shum Jr, Mark Salling) (4:39)
2. Billionaire (Travis McCoy feat. Bruno Mars) (Chord Overstreet, Kevin McHale, Mark Salling, Harry Shum Jr, Cory Monteith) (3:32)
3. Me Against the Music (Britney Spears) (Heather Morris et Naya Rivera) (3:46)
4. Stronger (Britney Spears) (Kevin McHale) (3:25)
5. Toxic (Britney Spears) (Matthew Morrison, Lea Michele, Cory Monteith, Amber Riley, Kevin McHale, Jenna Ushkowitz, Dianna Agron, Chris Colfer, Heather Morris, Naya Rivera, Harry Shum Jr, Mark Salling) (3:26)
6. The Only Exception (Paramore) (Lea Michele) (4:28)
7. I Want to Hold Your Hand (The Beatles) (Chris Colfer) (2:38)
8. One of Us (Joan Osborne) (Lea Michele, Cory Monteith, Amber Riley, Kevin McHale, Jenna Ushkowitz, Dianna Agron, Chris Colfer, Heather Morris, Naya Rivera, Harry Shum Jr, Mark Salling, Chord Overstreet) (4:02)
9. River Deep - Mountain High (Ike & Tina Turner) (Amber Riley et Naya Rivera) (3:34)
10. Lucky (Jason Mraz et Colbie Caillat) (Chord Overstreet et Dianna Agron) (3:09)
11. One Love (People Get Ready) (Bob Marley) (Mark Salling et Kevin McHale) (2:36)
12. Teenage Dream (Katy Perry) (Darren Criss) (3:41)
13. Forget You (Cee Lo Green) (Gwyneth Paltrow) (3:42)
14. Marry You (Bruno Mars) (Lea Michele, Cory Monteith, Amber Riley, Kevin McHale, Jenna Ushkowitz, Dianna Agron, Chris Colfer, Heather Morris, Naya Rivera, Harry Shum Jr, Mark Salling, Chord Overstreet) (3:46)
15. Sway (Pablo Beltrán Ruiz) (Matthew Morrison) (3:09)
16. Just the Way You Are (Bruno Mars) (Cory Monteith) (3:37)
17. Valerie (Amy Winehouse) (Naya Rivera) (3:35)
18. (I've Had) The Time of My Life (Bill Medley et Jennifer Warnes) (Dianna Agron et Chord Overstreet) (4:37)

## Classements
| Pays                | Meilleure Position | Certifications | Ventes  |
| ------------------- | ------------------ | -------------- | ------- |
| Australie           | 3                  | Platine        | 70 000  |
| Belgique (Flandres) | 61                 |                |         |
| Belgique (Wallonie) | 91                 |                |         |
| Canada              | 6                  |                |         |
| Irlande             | 12                 |                |         |
| Mexique             | 8                  |                |         |
| Nouvelle-Zélande    | 7                  | Or             | 7 500   |
| Pays-Bas            | 24                 |                |         |
| Portugal            | 26                 |                |         |
| Royaume-Uni         | 4                  |                |         |
| États-Unis          | 5                  | Or             | 500 000 |